# Вейсе, Христиан Герман
Христиан Герман Вейсе (1801—1866) — немецкий протестантский философ.
Сын юриста Христиана Эрнста Вейсе, внук поэта Христиана Феликса Вейсе. Окончил Лейпцигский университет. Уже в самых ранних сочинениях можно заметить его разногласие с философией Гегеля. Сделавшись профессором философии в Лейпциге, он старался, как это видно из его речи «In welchem Sinne sich die deutsche Philosophie wieder an Kant zu orientieren hat» (Лейпциг, 1847), противопоставить диалектическому методу и пантеистическому идеализму последователей И. Канта и Гегеля — систему этического теизма, тесно соединенного с христианской догмой. Р. Зейдель написал характеристику Вейсе (Лейпциг, 1866).

## Сочинения
- «Ueber das Studium des Homer und seine Bedeutung fur unser Zeitalter» (Лейпц., 1826)
- «Ueber den Begriff, die Behandlung und die Quellen der Mythologie» (Лейпциг, 1827)
- «Ueber den gegenwartigen Standpunkt der philos. Wissenschaft» (Лейпц., 1829)
- переводы сочинений Аристотеля «О душе» и «Физику» (Лейпциг, 1829)
- «Das System der Aesthetik, als Wissenschaft von der idee der Schonheit» (Лейпц., 1830)
- «Idee der Gottheit» (Дрезден, 1833)
- «Die philos. Geheimlehre uber die Unsterblichkeit des mensch. Individuums» (Дрезден, 1834)
- «Theodicee, in deutschen Reimen» (Дрезд., 1834)
- «Buchlein von der Auferstehung» (Дрезден, 1836)
- «Grundzuge der Metaphysik» (Гамб., 1835)
- «Kritik und Erlauterung des Goetheschen Faust»(Лейпц., 1837)
- «Die evang. Geschichte, kritisch und philosophisch bearbeitet» (Лейпц., 1838)
- «Ueber die Zukunft der evang. Kirche. Reden an die Gebildeten deutscher Nation» (Лейпц., 1849)
- «Philos. Dogmatik oder Philosophie des Christenthums» (Лейпц., 1855-62)
- «Christologie Luthers» (Лейпц., 1852)
- «Die Evangelienfrage in ihrem gegenwartigen Stadium» (Лейпциг, 1856)

Посмертно изданные работы:
- «Beitrage zur Kritik der Paulinischen Briefe» (Лейпц., 1867)
- «Kleine Schriften zur Aesthetik und aestheti-schen Kritik» (Лейпц., 1867)
- «W.-s Psychologie und Unsterblichkeitslehre» (Лейпциг, 1869)
- «Chr. Herm. W.-s System der Aesthetik, nach dem Kollegienhefte letzter Hand» (Лейпц., 1872)